# Bowang, Bowang
Bowang (kinesiska: 博望) är en köping i östra Kina. Den ligger i stadsdistriktet Bowang i staden Ma'anshan i provinsen Anhui, omkring 150 kilometer öster om provinshuvudstaden Hefei. Antalet invånare är 83 780. Befolkningen består av 39 278 kvinnor och 44 502 män. Barn under 15 år utgör 16,0 %, vuxna 15-64 år 73 %, och äldre över 65 år 9,0 %.